# Тор Арнеберґ
Тор Арнеберґ (норв. Tor Arneberg, 4 вересня 1928 — 23 вересня 2015) — норвезький спортсмен.
Срібний призер Олімпійських Ігор 1952 року в класі 6 метрів.